# 楔形舞蛛
楔形舞蛛（学名：Alopecosa cuneata）为狼蛛科舞蛛属的动物。分布于古北区以及中国大陆的甘肃等地。该物种的模式产地在甘肃。